# Platydesmus corozoi
Platydesmus corozoi är en mångfotingart som beskrevs av Chamberlin 1943. Platydesmus corozoi ingår i släktet Platydesmus och familjen Platydesmidae. Inga underarter finns listade i Catalogue of Life.